# Silovik
Un silovik (en russe : силовик ; siloviki, силовики au pluriel), ou silovarque (en russe : силоварх, mot-valise formé de silovik et de oligarque, олигарх), est un représentant d'organismes étatiques chargés de veiller à l'application de la loi, d'organismes de renseignements, des forces armées et autres structures auxquels l'État délègue son droit d'utiliser la force (ils sont généralement appelés ministère ou organisme d'application de la loi). Appliqué à la Russie, le concept est souvent étendu aux représentants des groupes politiques, mais également aux hommes d'affaires, associés aux structures du pouvoir en Russie ou dans le passé en URSS.

## Postérité
En tant que terme d'argot ce mot est passé dans d'autres langues (par exemple siłowarcha en polonais) comme terme politique largement utilisé dans la conversation courante et dans le journalisme pour décrire les processus politiques propres à la Russie ou à l'ex-espace soviétique. L'étymologie du mot est le mot russe sila (сила) qui signifie force.

## Caractéristiques communes
Les siloviki cherchent à être perçus en Russie comme étant non idéologiques, mais animés par une approche pragmatique visant à promouvoir « la loi et l'ordre » ainsi que les intérêts nationaux russes. Ils sont généralement issus de bonnes écoles et apportent souvent une expérience commerciale antérieure à leurs postes gouvernementaux. On considère généralement que les siloviki ont une préférence naturelle pour la réémergence d'un État russe fort.

## Sous Vladimir Poutine
Vladimir Poutine est issu du KGB. Après son arrivée au pouvoir, il place aux postes importants ses amis et collègues. À partir de 2014, les siloviki ont pris l'ascendant sur les hommes politiques dans les prises de décisions. Vladimir Poutine assoit traditionnellement son pouvoir sur l'équilibre entre les siloviki et les libéraux, parfois appelés siviliki, mais l'influence de ces derniers s'est affaiblie en 2021.
Parmi les siloviki de haut rang sous la présidence de Vladimir Poutine on compte Sergueï Choïgou, Viktor Ivanov, Sergueï Ivanov, Igor Setchine, Nikolaï Patrouchev, Alexandre Bortnikov, Dmitri Medvedev et Sergueï Narychkine, qui entretenaient des relations de travail étroites avec Poutine et occupent des postes clés dans les gouvernements.

## Organismes étatiques en Russie actuelle
La politologue Bettina Renz répertorie entre autres les organismes suivants parmi les structures de pouvoirs susceptibles d'être qualifiées de siloviki dans la fédération de Russie :
- Ministère de l'Intérieur (Russie)
- Ministère des Situations d'urgence (Russie)
- Ministère de la Défense de la Fédération de Russie
- Service fédéral de sécurité de la fédération de Russie
- Service des renseignements extérieurs de la fédération de Russie
- Ministère de la Justice de la fédération de Russie
- Comité d'enquête de la Fédération de Russie